# Touho
Touho – miasto na Nowej Kaledonii (terytorium zależne Francji). Według danych szacunkowych na rok 2010 liczy 2 308 mieszkańców. W mieście znajduje się port lotniczy Touho.